# Col de Cabre (Alpes)
Pour les articles homonymes, voir Col de Cabre.
Le col de Cabre est un col situé à une altitude de 1 180 m entre la Drôme et les Hautes-Alpes.

## Toponymie
Son nom est la francisation du provençal cabro, qui signifie « chèvre »[réf. souhaitée].

## Géographie
Il permet de relier par la route la haute vallée de la Drôme et la vallée du Buëch. Il se situe donc sur un axe important, puisqu'il assure une liaison est-ouest alors que les vallées des Hautes-Alpes sont majoritairement orientées nord-sud (Buëch et Durance notamment). Son altitude modérée lui permet d'être ouvert pendant la majeure partie de la saison hivernale.

## Histoire
Cet itinéraire est fréquenté depuis l'Antiquité. C'est un des itinéraires proposés pour la traversée des Alpes par Hannibal. Plus tard, une voie romaine, la voie des Alpes, a été construite pour relier la via Agrippa depuis Valence et la vallée du Rhône à la voie Domitienne, qui suit la vallée de la Durance jusqu'au col de Montgenèvre.
En 333, l'anonyme de Bordeaux note le col de Cabre sous la forme Gaura Mons, le « mont de la chèvre » venant du gaulois gabros.
Il formait aussi la frontière entre marquisat de Provence et comté de Forcalquier à partir du XIIe siècle.
La liaison entre les deux vallées de la Drôme et du Buëch est également assurée depuis la fin du XIXe siècle par la ligne ferroviaire Valence-Die-Veynes, qui emprunte un tunnel de 3 764 m creusé sous le col de Cabre.

## Cyclisme

### Tour de France
Le col a été franchi lors de la 11e étape du Tour de France 1996, de la 11e étape du Tour de France 2010 reliant Sisteron à Bourg-les-Valence ainsi que lors de la 16e étape du Tour de France 2015 reliant Bourg-de-Péage à Gap et a été classé en deuxième catégorie. En 2015, le Belge Serge Pauwels est passé en tête.

### Critérium du Dauphiné
Son ascension est prévue lors de la 6e étape du critérium du Dauphiné 2022, classée en 2e catégorie.